# Ricardo González Fonseca
Ricardo Alonso González Fonseca (San José, 6 de marzo de 1974) es un exfutbolista costarricense que jugó como portero. Actualmente es el entrenador de porteros de la Selección de fútbol de Costa Rica

## Clubes
| Club                | País       | Año         |
| ------------------- | ---------- | ----------- |
| L. D. Alajuelense   | Costa Rica | 1994 - 2005 |
| CSD Comunicaciones  | Guatemala  | 2005 - 2006 |
| L. D. Alajuelense   | Costa Rica | 2006 - 2007 |
| C. S. Herediano     | Costa Rica | 2007 - 2011 |
| Uruguay de Coronado | Costa Rica | 2011 - 2013 |
| Belén F. C.         | Costa Rica | 2014        |

## Palmarés

#### Títulos nacionales
| Título                         | Equipo            | País       | Año  |
| ------------------------------ | ----------------- | ---------- | ---- |
| Primera División de Costa Rica | L. D. Alajuelense | Costa Rica | 1996 |
| Primera División de Costa Rica | L. D. Alajuelense | Costa Rica | 1997 |
| Primera División de Costa Rica | L. D. Alajuelense | Costa Rica | 2000 |
| Primera División de Costa Rica | L. D. Alajuelense | Costa Rica | 2001 |
| Primera División de Costa Rica | L. D. Alajuelense | Costa Rica | 2002 |
| Primera División de Costa Rica | L. D. Alajuelense | Costa Rica | 2003 |
| Primera División de Costa Rica | L. D. Alajuelense | Costa Rica | 2005 |

#### Títulos internacionales
| Título                           | Equipo                  | Sede                                    | Año  |
| -------------------------------- | ----------------------- | --------------------------------------- | ---- |
| Torneo Grandes de Centroamérica  | L. D. Alajuelense       | Centroamérica                           | 1996 |
| Copa Interclubes de la Uncaf     | L. D. Alajuelense       | Costa Rica                              | 2002 |
| Copa Centroamericana             | Selección de Costa Rica | Panamá                                  | 2003 |
| Liga de Campeones de la Concacaf | L. D. Alajuelense       | Norteamérica, Centroamérica y el Caribe | 2004 |
| Copa Interclubes de la Uncaf     | L. D. Alajuelense       | Costa Rica                              | 2005 |